# Nikolaevo (Stara Zagora)
Nikolaevo (en búlgaro: Николаево) es una ciudad de Bulgaria en la provincia de Stara Zagora.

## Geografía
Se encuentra a una altitud de 274 m s. n. m. a 277 km de la capital nacional, Sofía.

## Demografía
Según estimación 2013 contaba con una población de  2 905 habitantes.
|         | 2004  | 2005  | 2006  | 2007  | 2008  | 2009  | 2010  | 2011  |
| Mujeres | 1 486 | 1 507 | 1 509 | 1 492 | 1 498 | 1 496 | 1 483 | 1 364 |
| Varones | 1 335 | 1 334 | 1 340 | 1 331 | 1 334 | 1 376 | 1 381 | 1 306 |
| Total   | 2 821 | 2 841 | 2 849 | 2 823 | 2 832 | 2 872 | 2 864 | 2670  |